# Teratotarsa
Teratotarsa is een geslacht van kevers uit de familie van de loopkevers (Carabidae). De wetenschappelijke naam van het geslacht is voor het eerst geldig gepubliceerd in 1893 door Tschitscherine.

## Soorten
Het geslacht Teratotarsa omvat de volgende soorten:
- Teratotarsa crenicollis Straneo, 1965
- Teratotarsa minor Peringuey, 1926
- Teratotarsa schouberti Tschitscherine, 1893
- Teratotarsa superciliaris (Peringuey, 1926)